# Planches
Pour les articles homonymes, voir Planches (homonymie).
Planches est une commune française, située dans le département de l'Orne en région Normandie, peuplée de 181 habitants.

## Géographie
Commune du département de l'Orne, située aux confins du pays d'Ouche, du pays du Merlerault et du pays d'Auge.

### Hydrographie
La commune est située dans le bassin Seine-Normandie. Elle est drainée par la Risle, le fossé 01 de la commune de la Genevraie, le fossé 01 de la commune de Planches, le fossé 02 de la commune de Ferrières-la-Verrerie, le fossé 02 de la commune de la Genevraie, le fossé 03 de la commune de Ferrières-la-Verrerie, le fossé 07 de la commune de Planches, le fossé 08 de la commune de Planches, le fossé 10 de la commune de Planches et divers autres petits cours d'eau.
La Risle, d'une longueur de 145 km, prend sa source dans la commune  et se jette  dans la Seine à Berville-sur-Mer, après avoir traversé 52 communes. 

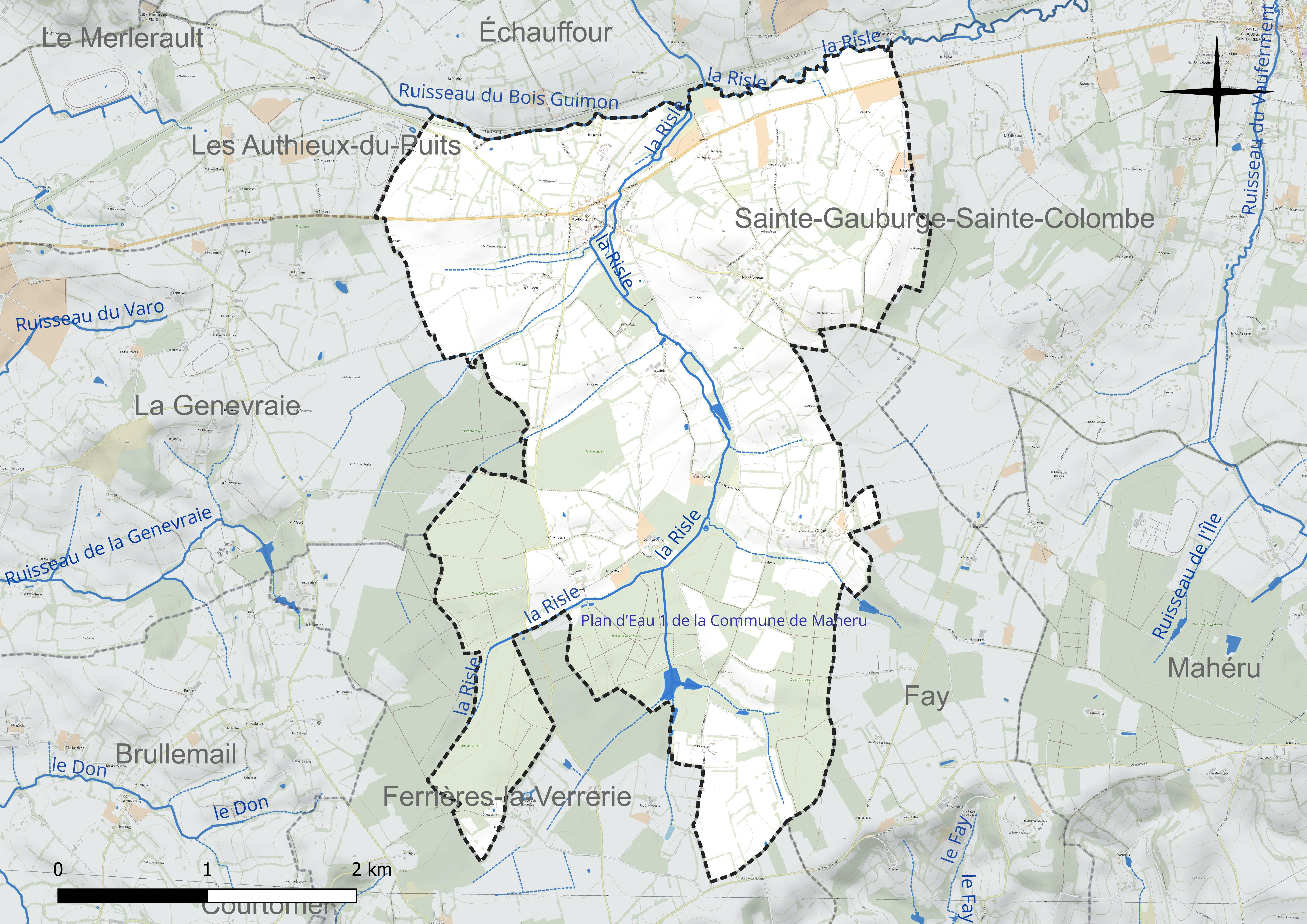
Réseau hydrographique de Planches.

### Climat
Pour des articles plus généraux, voir Climat de la Normandie et Climat de l'Orne.
En 2010, le climat de la commune est de type climat océanique dégradé des plaines du Centre et du Nord, selon une étude du CNRS s'appuyant sur une série de données couvrant la période 1971-2000. En 2020, Météo-France publie une typologie des climats de la France métropolitaine dans laquelle la commune est exposée à un climat océanique altéré et est dans la région climatique Normandie (Cotentin, Orne), caractérisée par une pluviométrie relativement élevée (850 mm/a) et un été frais (15,5 °C) et venté. Parallèlement le GIEC normand, un groupe régional d’experts sur le climat, différencie quant à lui, dans une étude de 2020, trois grands types de climats pour la région Normandie, nuancés à une échelle plus fine par les facteurs géographiques locaux. La commune est, selon ce zonage, exposée à un « climat contrasté des collines », correspondant au Pays d'Ouche et au Perche et bénéficiant d’un caractère continental affirmé avec des précipitations atténuées et des amplitudes thermiques fortes.
Pour la période 1971-2000, la température annuelle moyenne est de 9,8 °C, avec une amplitude thermique annuelle de 14 °C. Le cumul annuel moyen de précipitations est de 851 mm, avec 13,4 jours de précipitations en janvier et 8,3 jours en juillet. Pour la période 1991-2020, la température moyenne annuelle observée sur la station météorologique la plus proche, située sur la commune du Merlerault à 6 km à vol d'oiseau, est de 0,0 °C et le cumul annuel moyen de précipitations est de 0,0 mm,. Pour l'avenir, les paramètres climatiques de la commune estimés pour 2050 selon différents scénarios d’émission de gaz à effet de serre sont consultables sur un site dédié publié par Météo-France en novembre 2022.

## Urbanisme

### Typologie
Au 1er janvier 2024, Planches est catégorisée commune rurale à habitat très dispersé, selon la nouvelle grille communale de densité à sept niveaux définie par l'Insee en 2022.
Elle est située hors unité urbaine et hors attraction des villes,.

### Occupation des sols
L'occupation des sols de la commune, telle qu'elle ressort de la base de données européenne d’occupation biophysique des sols Corine Land Cover (CLC), est marquée par l'importance des territoires agricoles (79,3 % en 2018), en augmentation par rapport à 1990 (77,3 %). La répartition détaillée en 2018 est la suivante : 
prairies (58,6 %), terres arables (20,7 %), forêts (20,7 %). L'évolution de l’occupation des sols de la commune et de ses infrastructures peut être observée sur les différentes représentations cartographiques du territoire : la carte de Cassini (XVIIIe siècle), la carte d'état-major (1820-1866) et les cartes ou photos aériennes de l'IGN pour la période actuelle (1950 à aujourd'hui).

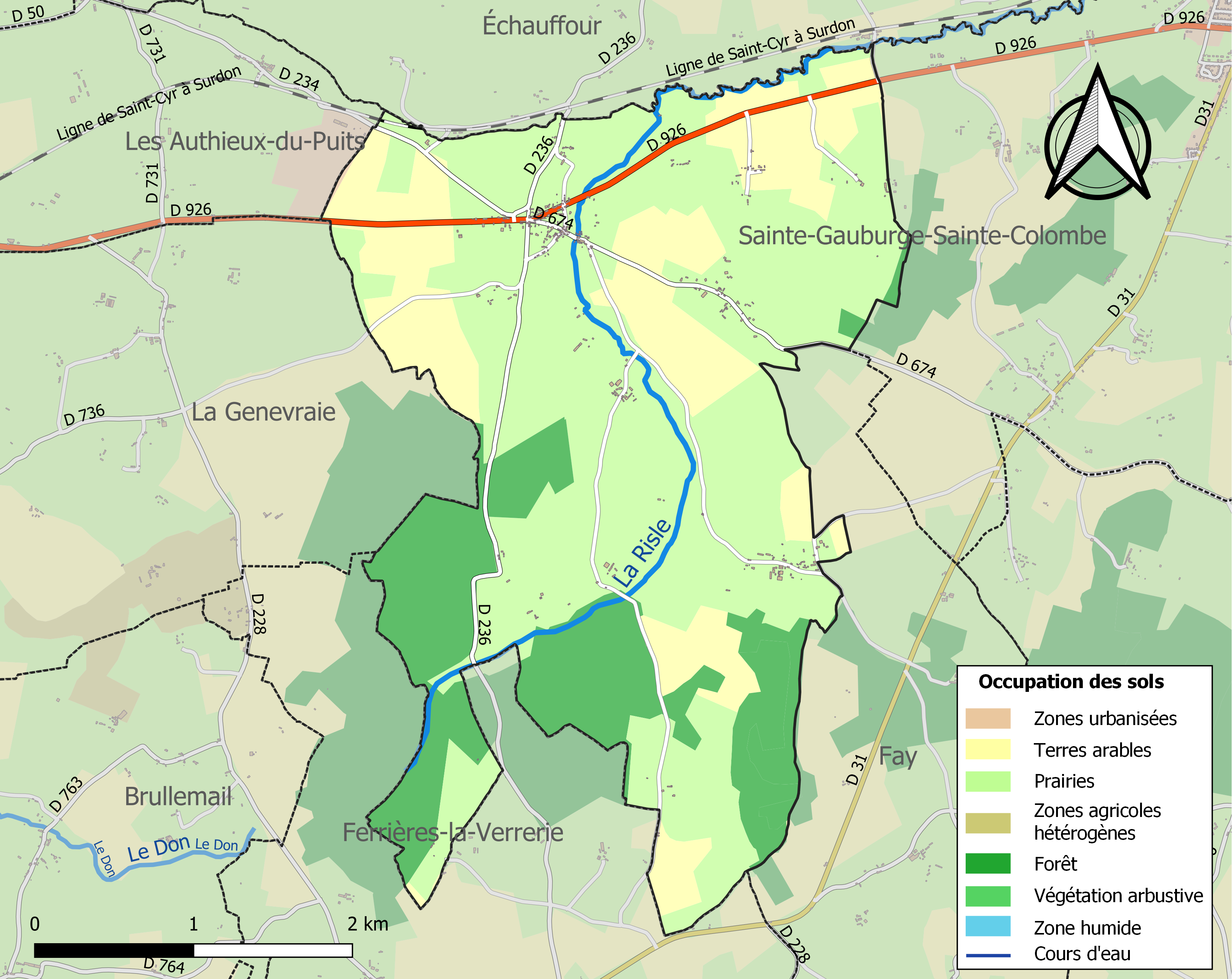
Carte des infrastructures et de l'occupation des sols de la commune en 2018 (CLC).

## Toponymie
Le village doit probablement son nom de Planches (Plancis vers 1050), à une époque reculée où des planches étaient probablement utilisées comme ponceaux pour le franchissement des ruisseaux qui forment plus en aval la Risle.
Une planche est un terrain plat, une étendue de terre allongée, une largeur ensemencée d'une volée. Dans le Marais, c'est une bande de terre comprise entre dérayures. 
En Normandie, on trouve également Les Planches dans l'Eure, (Planchis vers 1370), au confluent des rivières Iton et Eure où l'usage de planches, dont une des définitions en français est « petits ponts de bois ou passerelles », ne devait pas être anodin (Les Planches a été réunie à Acquigny en 1971).

## Histoire
Lecture du Littré de Gallimard Hachette 1957 : 

« Planche : Morceau de bois refendu, peu épais, et plus long que large. 
" Un ruisseau se rencontre, et pour pont une planche "
La Fontaine, fable XII,4. 
" A quelques lieues de Mojaïsk, il fallut traverser la Kologha ; ce n'était qu'un gros ruisseau, deux arbres, autant de chevalets et quelques planches suffisaient pour en assurer le passage..."
Segur, Histoire de Napoléon IX, 7. »

L'observation de la carte de Guillaume Delisle de 1716 semble montrer que le futur bourg de Planches, le long de la route Paris - Granville (D 926) alors inexistante, se trouve en pays d'Ouche, alors que l'église au sud de la Risle et Saint-Vandrille se situent dans la campagne d'Alençon.
Une partie de la commune de Planches se serait constituée avec des terres d'Échauffour.[réf. nécessaire]

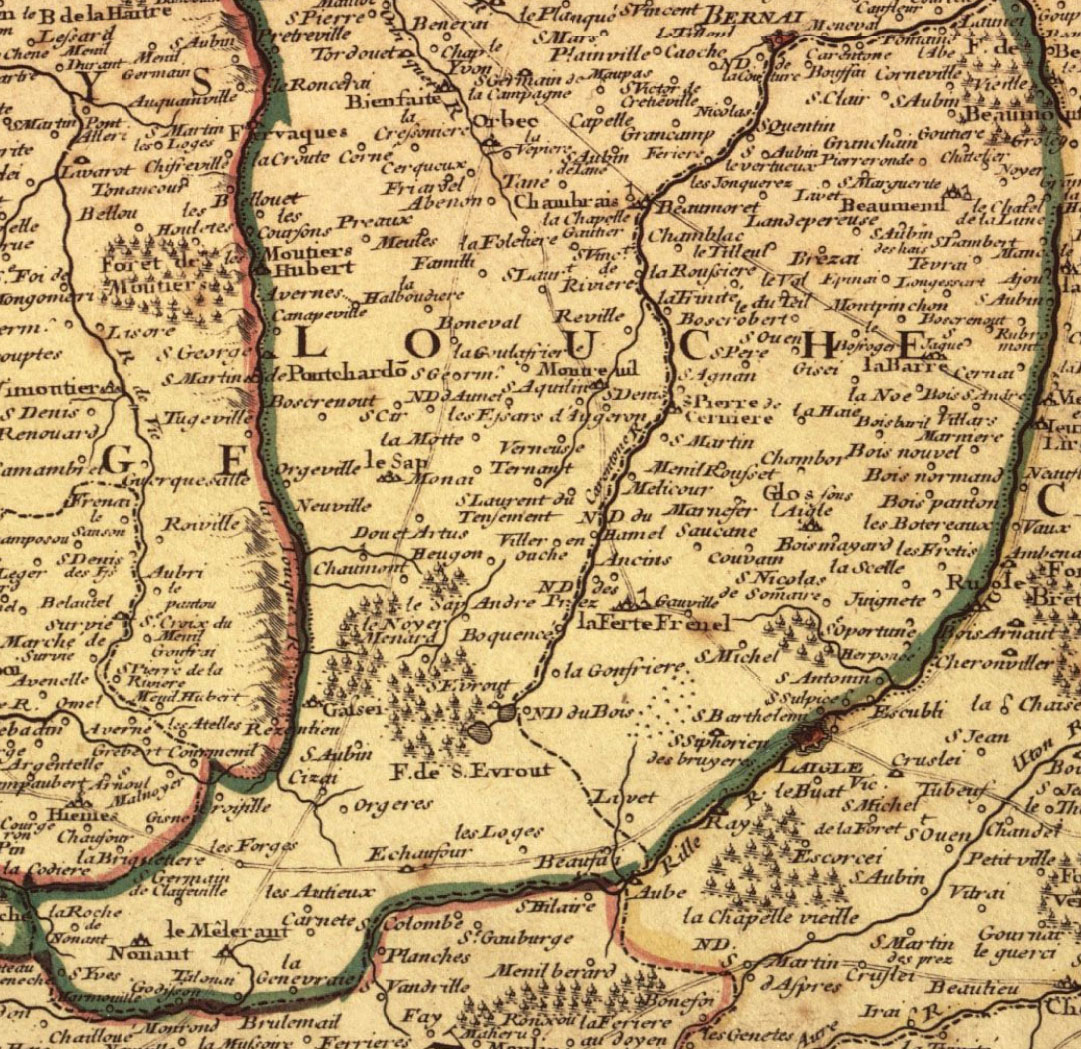
Carte du pays d’Ouche, 1716.

La carte de Guillaume Delisle est d'un intérêt considérable puisqu'elle montre les voies de communication avant la création au XVIIIe siècle de la route Paris - Granville.
L'axe nord-sud Rouen - Alençon était plus proche et passait par le Merlerault, l'axe est-ouest L'Aigle - Argentan passait par Échauffour.
Le chemin de Bonsmoulins, autrefois ville sur les  marches de Normandie, par Planches et l'église, vers Les Authieux-du-Puits, les autels en gaulois, était-il un axe immémorial de communication ?
Lors de la guerre de Cent Ans, une escarmouche aurait opposé un parti anglais et un parti français à Planches, une troupe venant de Bonsmoulins et l'autre d'Échauffour[réf. nécessaire].
Malgré l'isolement que montre la carte de 1716, Planches avait plusieurs atouts. La présence de minerai de fer, les forêts, l'eau, des gisements de marne.
Des antiquités gallo-romaines ont été trouvées à Planches. Il est probable que ces populations surent tirer parti du bois pour faire du charbon afin d'extraire le fer du minerai, ou pour la cuisson de céramiques, de briques, et de tuiles. (Voir sur la carte de Cassini au nord-est le lieu-dit le Charbon).
Au Moyen Âge, l'isolement contribua à l'installation d'un prieuré de bénédictins à l'origine de l'église de Planches.
La force mécanique de l'eau fut ensuite exploitée par des moulins dont l'un était à proximité de l'église et l'autre à Saint-Vandrille.
L'esprit pratique de l'époque permit de créer l'étang de Saint-Vandrille probablement riche de poissons. De nos jours, ce dernier a laissé la place à une maigre lande de faible rapport.
Des fours banaux assujettis à des droits féodaux permettaient la cuisson du pain. L'un a priori se trouvait à la Bansière.
Enfin, la marne exploitée dans des marnières permettait d'amender les terres agricoles. Une marnière a existé du côté de la halte de Planches.
Au XVIIIe siècle, à la veille de la Révolution, la construction de la route royale Paris-Granville allait changer profondément la physionomie de Planches.
Le village se déplace vers la nouvelle route avec la création de commerces le long de celle-ci.
Certaines maisons de la grande rue à Planches ont donc vu passer les diligences et malle postes.
En 1830, la route de l'exil de Charles X, roi destitué lors des Trois Glorieuses, passe par Planches vers le 8 août.
En 1840, Planches absorbe Saint-Vandrille. La chapelle de Saint-Vandrille a été détruite en 1953. Aux dires d'anciens, certains habitants de Planches tenaient encore à se faire enterrer dans le cimetière de cet ancien village.
Le XIXe siècle voit l'arrivée du chemin de fer avec l'ouverture de la ligne L'Aigle - Surdon le 5 août 1867. Planches donne son nom à la halte qui se trouve en fait sur la commune d'Échauffour. Le nouveau clocher de l'église de Planches, achevé en 1868, montre la bonne santé financière du village à l'époque.
En 1870, les Prussiens occupent la région. Aux Authieux, ils réquisitionnent l'église pour y abattre un taureau.
Le début du XXe siècle est marqué par l'hécatombe de la Grande Guerre, dont témoigne le monument aux morts vers le Merlerault.
Le chemin de fer subit des bombardements lors de la Deuxième Guerre mondiale. Un train blindé allemand est mitraillé par un avion de chasse dans la courbe de la halte de Planches.

## Politique et administration

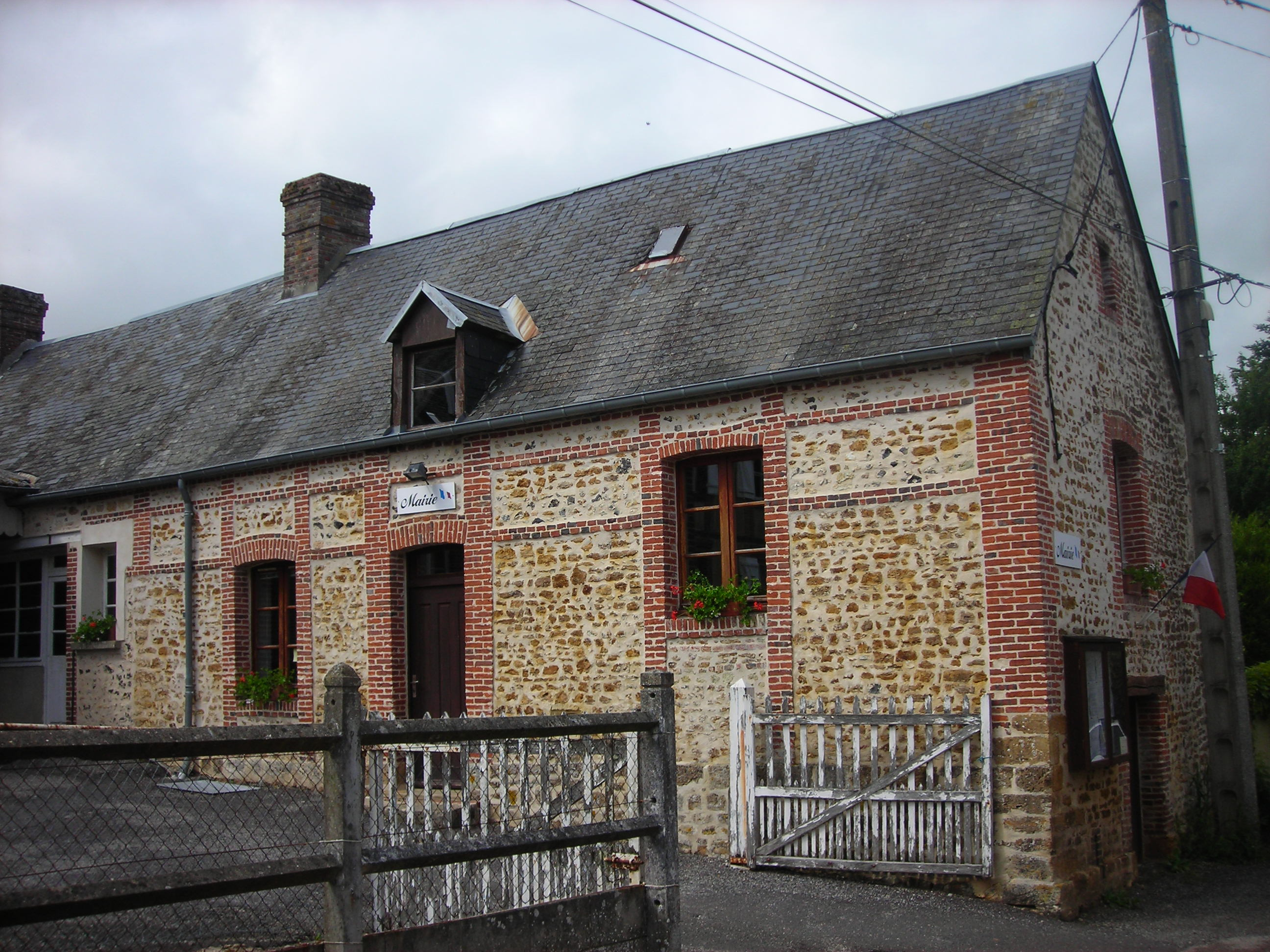
La mairie.

| Période   | Période   | Identité        | Étiquette | Qualité              |
| --------- | --------- | --------------- | --------- | -------------------- |
|           | ?         | Albert Morand   |           |                      |
|           | 1913      | Amand Gauchard  |           |                      |
| 1913      | ?         | Joseph Gauchard |           |                      |
| ?         | 1959      | Hubert Panthou  |           |                      |
| 1959      | 1971      | Joseph Hitier   | S E       |                      |
| 1971      |           | Lucien Préel    |           |                      |
| 1995      | mars 2008 | Étienne Morand  | SE        |                      |
| mars 2008 | mai 2020  | Agnès Bois      | SE        | Secrétaire           |
| mai 2020  | En cours  | Gérard Préel    | SE        | Agriculteur retraité |

## Démographie
L'évolution du nombre d'habitants est connue à travers les recensements de la population effectués dans la commune depuis 1793. Pour les communes de moins de 10 000 habitants, une enquête de recensement portant sur toute la population est réalisée tous les cinq ans, les populations de référence des années intermédiaires étant quant à elles estimées par interpolation ou extrapolation. Pour la commune, le premier recensement exhaustif entrant dans le cadre du nouveau dispositif a été réalisé en 2007.
En 2022, la commune comptait 181 habitants, en évolution de −6,22 % par rapport à 2016 (Orne : −3,21 %, France hors Mayotte : +2,11 %).
Planches a compté jusqu'à 761 habitants en 1841. Les communes de Planches et Saint-Vandrille, réunies en 1840, totalisaient 854 habitants en 1836.
| 1793 | 1800 | 1806 | 1821 | 1836 | 1841 | 1846 | 1851 | 1856 |
| ---- | ---- | ---- | ---- | ---- | ---- | ---- | ---- | ---- |
| 185  | 217  | 239  | 209  | 566  | 761  | 742  | 684  | 676  |

| 1861 | 1866 | 1872 | 1876 | 1881 | 1886 | 1891 | 1896 | 1901 |
| ---- | ---- | ---- | ---- | ---- | ---- | ---- | ---- | ---- |
| 659  | 618  | 582  | 560  | 538  | 498  | 500  | 474  | 466  |

| 1906 | 1911 | 1921 | 1926 | 1931 | 1936 | 1946 | 1954 | 1962 |
| ---- | ---- | ---- | ---- | ---- | ---- | ---- | ---- | ---- |
| 412  | 382  | 349  | 388  | 378  | 360  | 369  | 357  | 331  |

| 1968 | 1975 | 1982 | 1990 | 1999 | 2006 | 2007 | 2012 | 2017 |
| ---- | ---- | ---- | ---- | ---- | ---- | ---- | ---- | ---- |
| 307  | 230  | 219  | 192  | 201  | 184  | 182  | 202  | 189  |

| 2022 | - | - | - | - | - | - | - | - |
| ---- | - | - | - | - | - | - | - | - |
| 181  | - | - | - | - | - | - | - | - |

## Culture locale et patrimoine

### Lieux et monuments
- Église Notre-Dame[32].
- Moulins[Lesquels ?].
- Chapelle de Saint-Vandrille.
- Vitraux [Lesquels ?].

### Personnalités liées à la commune
- Pierre Maurey d'Orville (1763 - 1832),  historien local, y est né.